# Città di Barbados

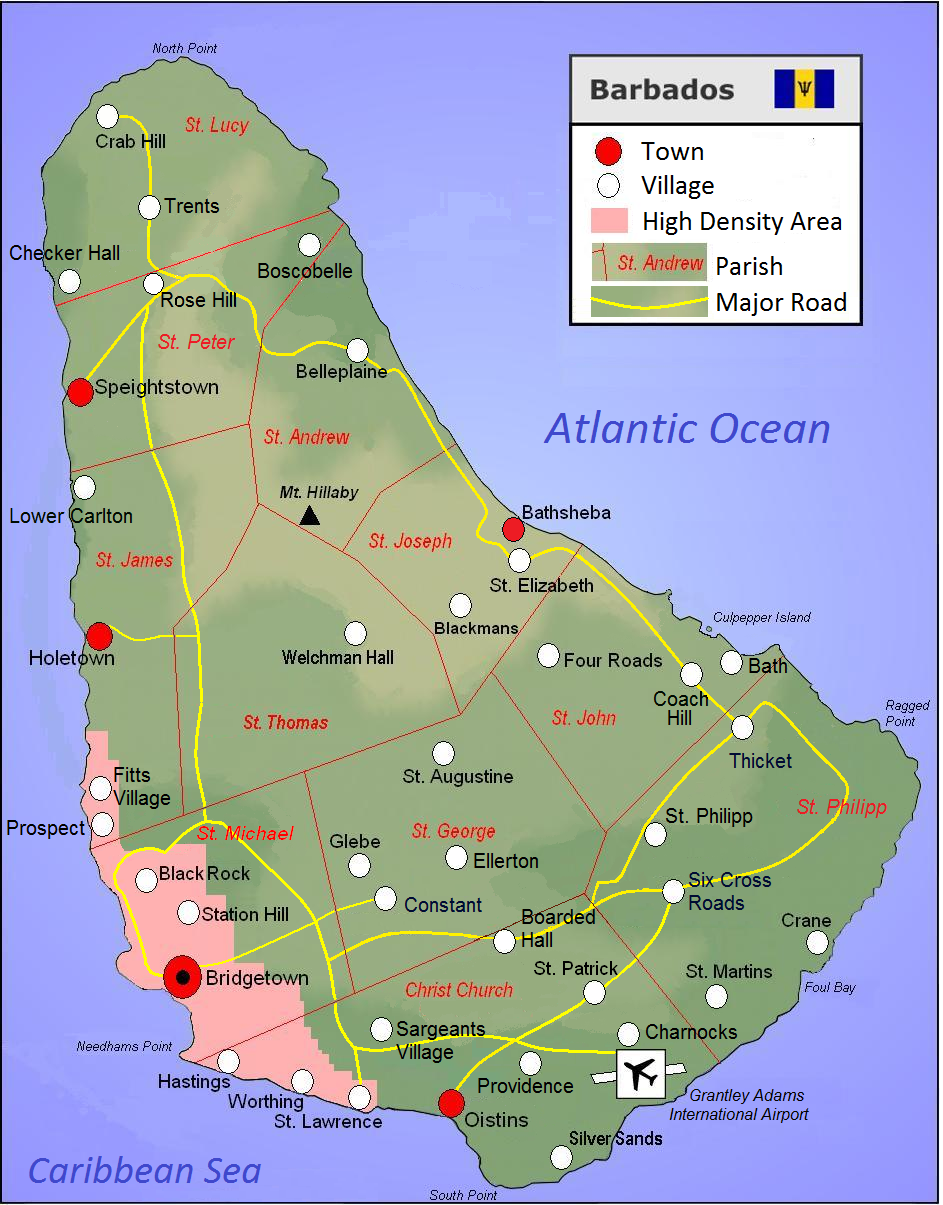
Mappa di Barbados

Questa è una lista delle città, cittadine e dei villaggi di Barbados. Barbados è uno stato insulare sovrano delle Piccole Antille, nelle Americhe. È lungo 34 chilometri (21 miglia) e fino a 23 km (14 mi) in larghezza, coprendo un'area di 432 km². Si trova nella zona occidentale del Nord Atlantico e 100 km (62 mi) ad est delle Isole Sopravento Meridionali e del Mare Caraibico; Molti dei nomi dei villaggi delle Barbados provengono dai nomi delle piantagioni. Barbados è divisa in 11 parrocchie.

## Christ Church
- Atlantic Shores
- Bannatyne
- Blue Waters
- Boarded Hall
- Briggs
- Callenders
- Cane Vale
- Chancery Lane
- Charnocks
- Clapham
- Hastings
- Maxwell
- Maxwell Hill
- Newton Terrace
- Oistins
- Rockley
- Scarborough
- Seawell
- Saint Lawrence
- Welches
- Woman's Bay
- Worthing
- Wotton
- Yorkshire

## Saint Andrew
- Barclays Park
- Baxters
- Belleplaine
- Breedy's
- Bruce Vale
- Chalky Mount
- Cherry Tree Hill
- Greenland
- Hillaby
- Turner's Hall Woods – parco e area naturale protetta

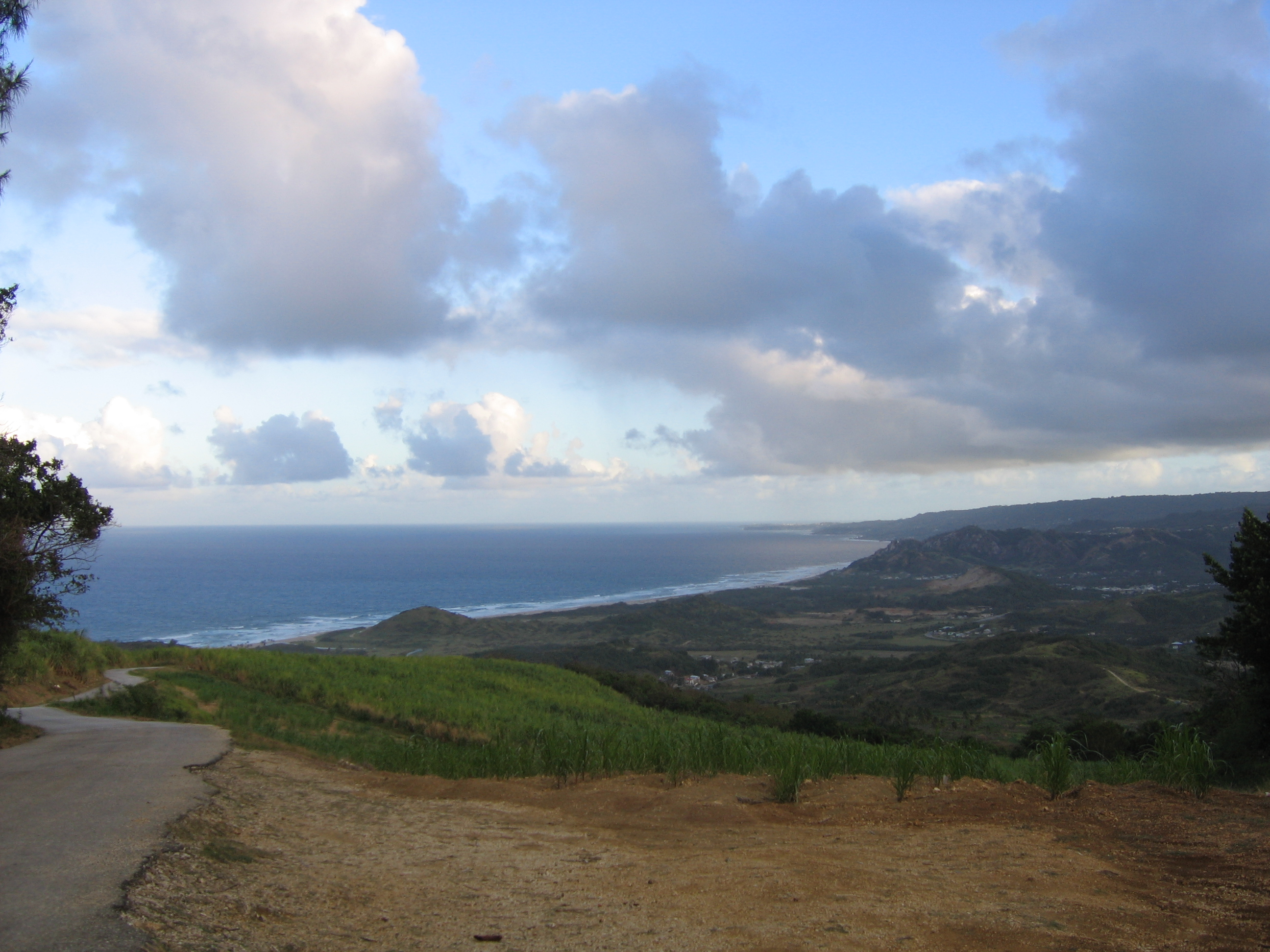
Una vista che guarda a sud-est da Cherry Tree Hill

- White Hill

## Saint George
- Bairds
- Belair[3]
- Brighton[4]
- Bulkeley[5]
- Bulkely Factory
- Campaign Castle
- Church View
- Constant
- Drax Hall – lo zucchero è stato coltivato per la prima volta a Barbados negli anni 40 del 1600 a Drax Hall[6]
- Ellerton[7]
- Gun Hill[8]

## Saint James

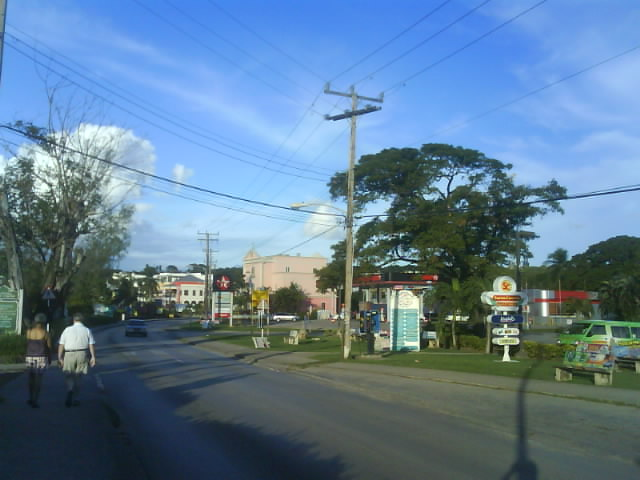
Highway 1 a Holetown (rivolto verso nord), vicino agli edifici pubblici

- Apes Hill
- Appleby
- Carlton
- Holetown
- Lower Carlton
- Mount Standfast
- Oxnards Crescent
- Thorpe
- Upper Carlton
- West Terrace

## Saint John
- Bath
- Bowmanston
- Carter
- Cherry Grove
- Kendal
- Saint John
- Saint Marks
- Sherbourne
- Venture
- Messiah Street

## Saint Joseph

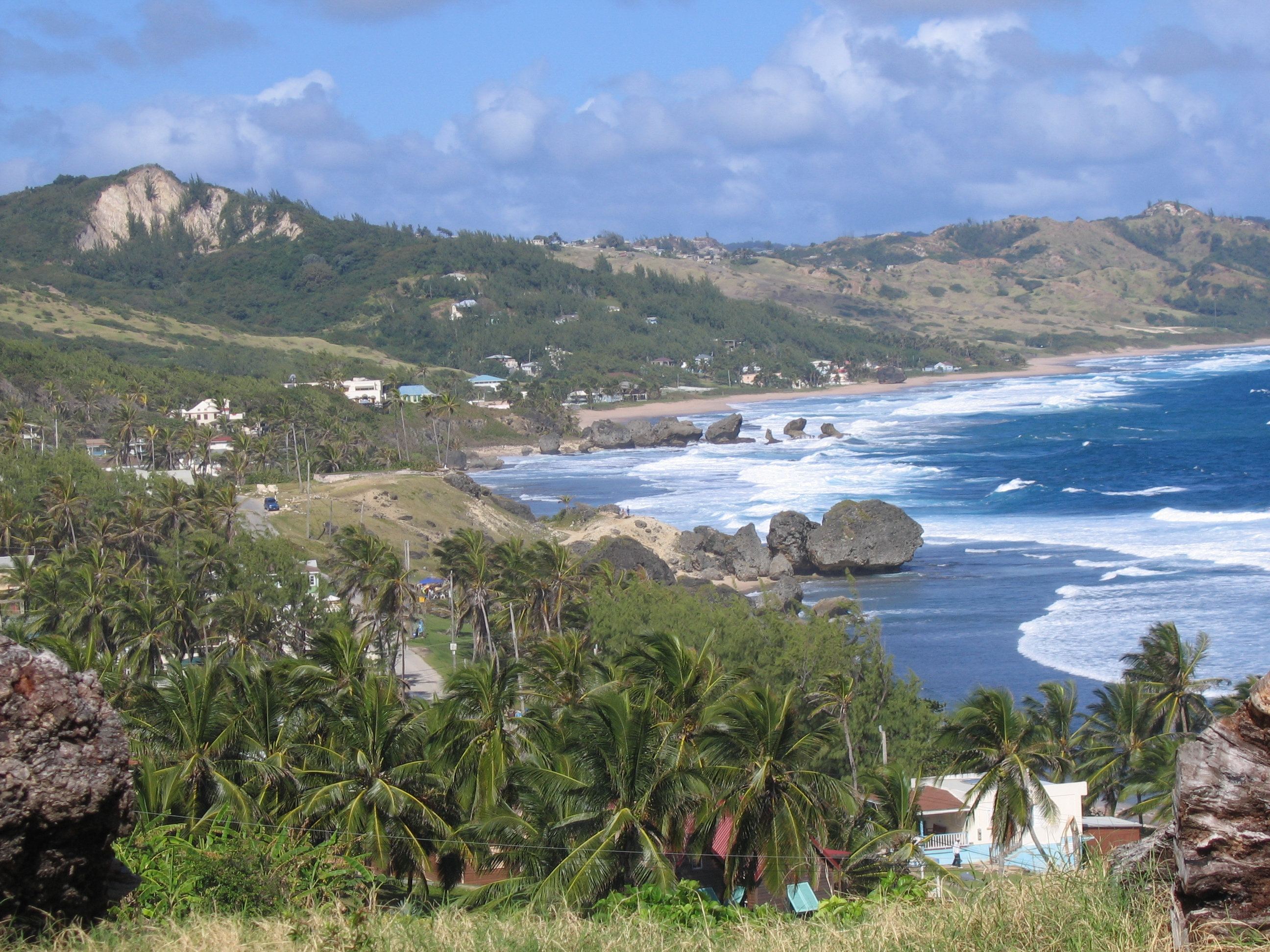
Una vista della costa a Bethsheba

- Airy Hill
- Bathsheba
- Bissex
- Blackmans
- Bonwell
- Branchbury
- Buckden House
- Cambridge
- Canefield
- Castle Grant
- Cattlewash
- Chimborazo
- Hackleton's Cliff
- Horse Hill
- Sugar Hill

## Saint Lucy
- Alexandra
- Allmans
- Archers
- Babbs
- Bishops
- Blacksage Alley
- Benthams
- Bourbon
- Bromefield
- Cave Hill
- Chance Hall
- Checker Hall
- Church Hill
- Cove Bay
- Crab Hill
- Friendship
- Graveyard
- Lamberts
- Little Bay
- Nesfield
- Pie Corner
- River Bay
- Spring Hall

## Saint Michael
- Bank Hall
- Gay
- Belfield
- Belle
- Bibbys Lane
- Black Rock
- Bridgetown (110,000) – la capitale di Barbados

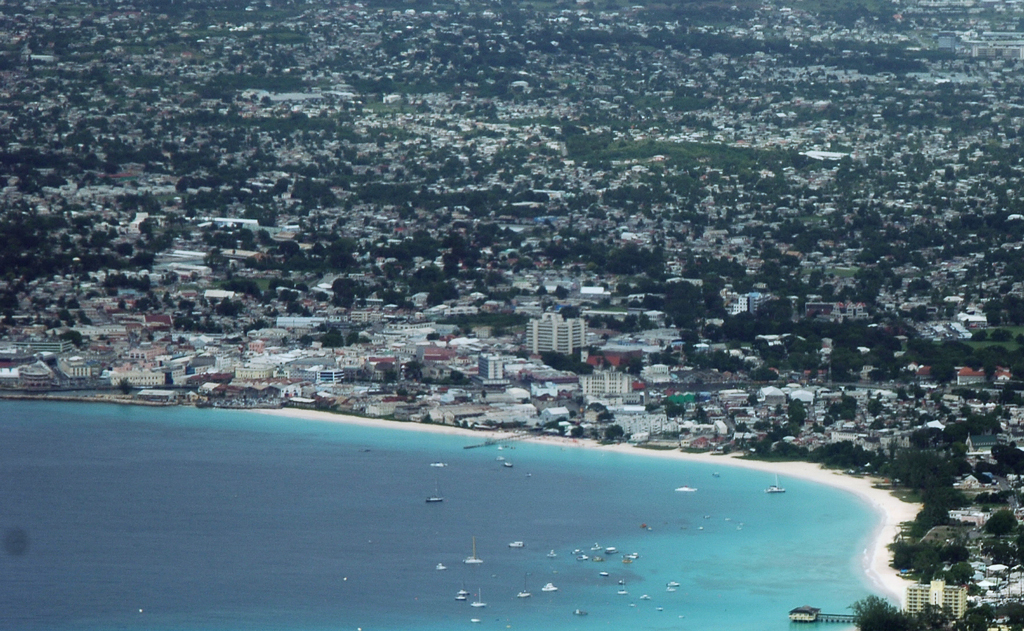
Bridgetown, capitale delle Barbados

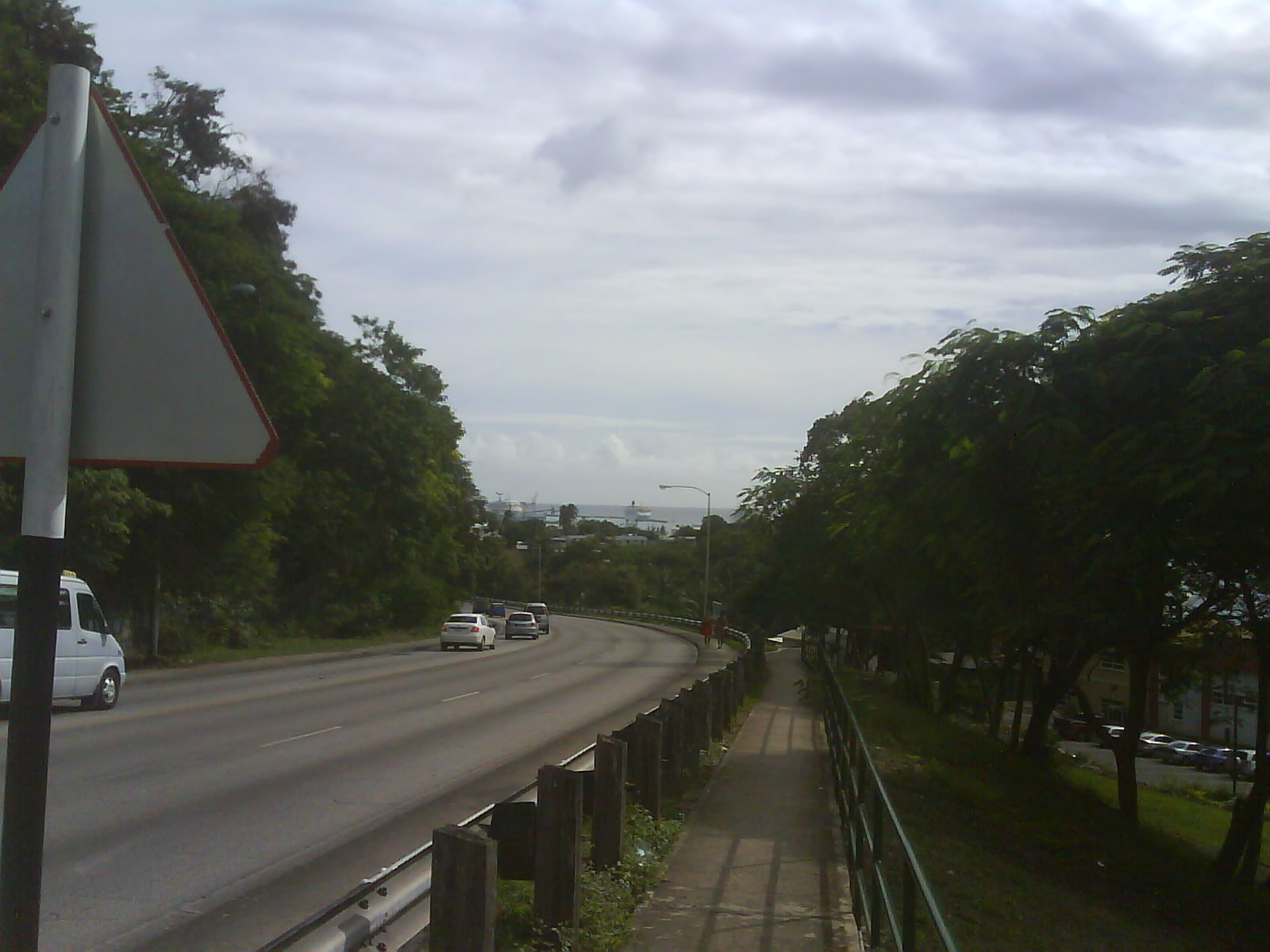
University Drive a Cave Hill, in direzione ovest con il porto in lontananza

- Brighton
- Brittons Hill
- Bush Hall
- Canewood
- Carrington
- Cave Hill
- Clermont
- Codrington
- Dayrells
- Deacons
- Deacons Farm
- Eagle Hall
- Eden Lodge
- Fairfield
- Friendship
- Friendship Terrace
- Goodland
- Grazettes
- Green Hill
- Haggatt Hall
- Harmony Hall
- Henrys
- Highgate
- Hothersal Turning
- Howells
- Ivy
- Jackmans
- Kew
- Lazarette
- Lodge Hill
- Lower Estate
- Mapp Hill
- Neils
- Prospect
- Rock Dundo
- Rouen
- Spring Garden
- Station Hill
- St Barnabas
- Two Mile Hill
- Upton
- Wanstead
- Warrens
- Waterford
- Whitehall
- Wildey

## Saint Peter
- Alleynedale
- Ashburton Grove, The Castle
- Ashton Hall
- Bakers
- Battleys
- Black Bess
- Boscobelle
- The Castle
- Diamond Corner
- Farley Hill
- Fourhill
- French Village
- Gibbes
- Haymans
- Indian Ground
- Mile and a Quarter
- Mangrove Terrace
- Mullins Terrace
- Portland
- Road View
- Rock Hall
- Rose Hill
- Six Mens
- Speightstown (3,600) – la seconda città più grande di Barbados
- Sunbury
- The Whim

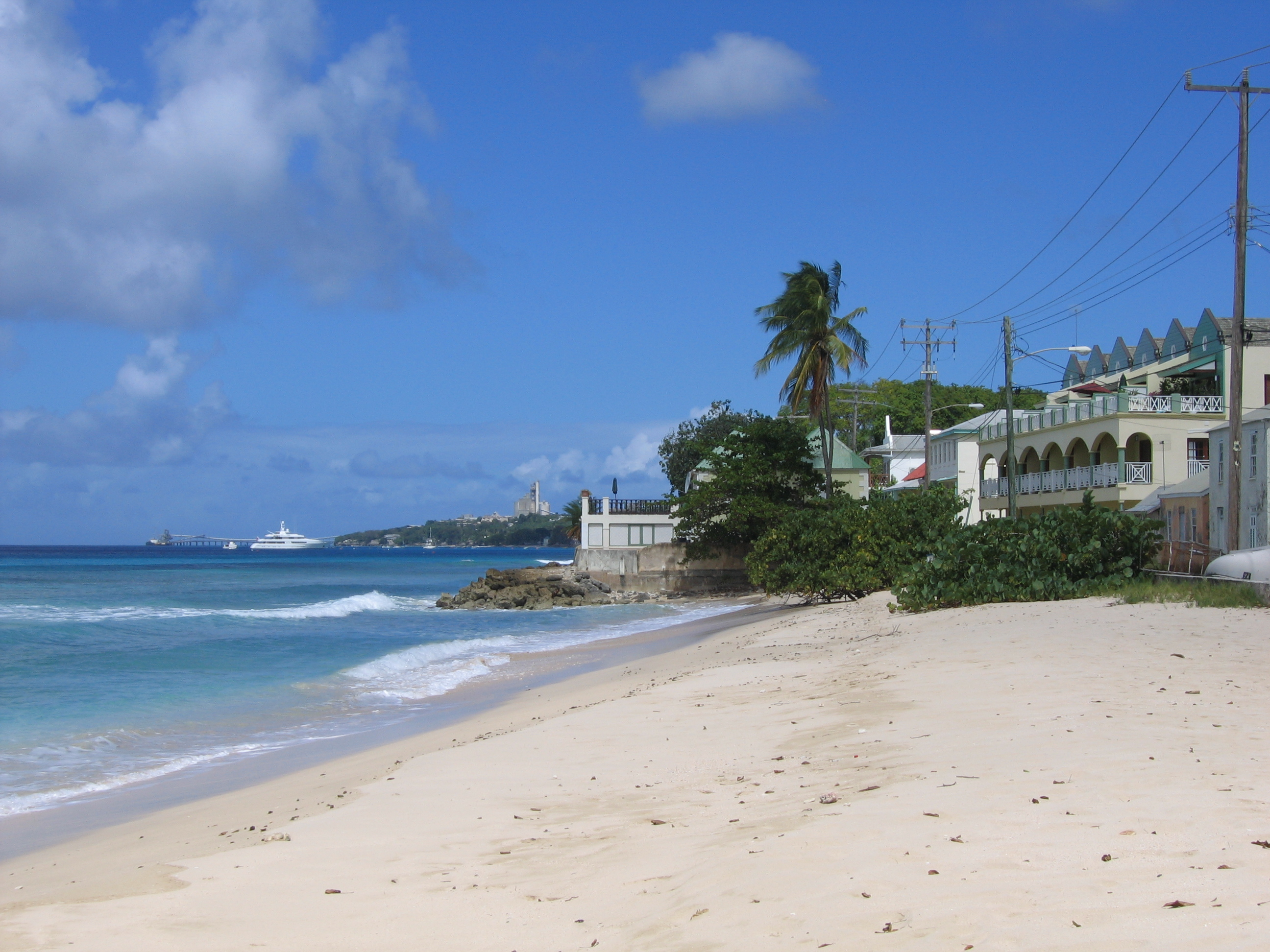
Speightstown
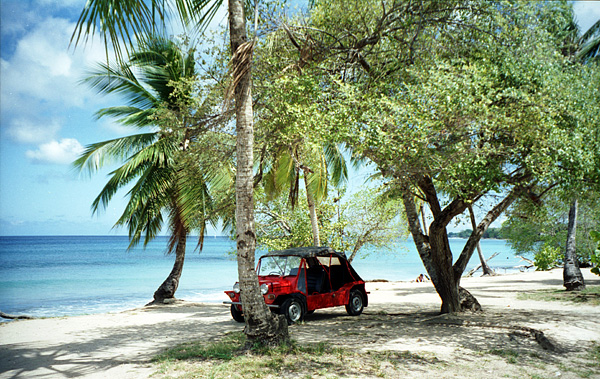
Una Mini Moke sulla spiaggia di Speightstown, Barbados

## Saint Philip

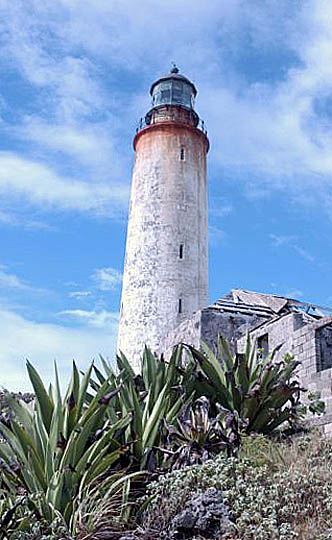
Il faro di Ragged Point

- Bayfield
- Bayleys
- Bel Air
- Bentleys
- Blades
- Blades Hill
- Brereton
- Bushy Park
- Carrington
- Caveland
- Church Village
- Mangrove
- Four Roads
- Kirtons
- Marchfield
- Saint Martins
- Six Cross Roads
- Ragged Point
- Sunbury
- The Crane
- Three Houses
- Woodbourne
- Workhall
- Rices
- Rock Hall
- Gemswick
- Harlington
- Heddings
- Foul Bay

## Saint Thomas
- Allen View
- Applewhaites
- Arch Hall
- Arthurs Seat
- Bagatelle
- Bennetts
- Bloomsbury
- Blowers
- Bridgefield
- Carrington
- Chapman
- Christie
- Welchman Hall
- Cane Garden
- Edge Hill Heights #1

## Non raggruppate
- Husbands
- Mangrove
- Wanstead